# Stadion Sokił w Stryju
Stadion "Sokił" (ukr. Стадіон «Сокіл») – wielofunkcyjny stadion w Stryju na Ukrainie.
Stadion w Stryju został zbudowany w XX wieku. Po rekonstrukcji stadion dostosowano do wymóg standardów UEFA i FIFA, wymieniono część starych siedzeń na siedzenia z tworzywa sztucznego. Rekonstruowany stadion może pomieścić 6000 widzów. Domowa arena klubu Skała Stryj.